# Harold Covington
Pour les articles homonymes, voir Covington.
Harold Armstead Covington, est un activiste et écrivain néonazi américain, né le 14 septembre 1953 à Burlington, Caroline du Nord et mort le 14 juillet 2018 à Bremerton. Covington a préconisé la création d'une « patrie aryenne » dans le nord-ouest du Pacifique (connu comme le Northwest Territorial Imperative), et a été le fondateur du Front du Nord-Ouest (NF), un site web qui promeut le séparatisme blanc.

## Biographie

### Première vie (1953-1971)
Covington est né à Burlington, en Caroline du Nord en 1953 en tant qu'aîné de trois enfants. En 1968, à 15 ans, il a été envoyé à l'école secondaire Chapel Hill. En 1971, il est diplômé du lycée et rejoint l'armée américaine.

### Activités politiques, Rhodésie et Afrique du Sud (1971–1976)
En 1971, Covington a rejoint le Parti national-socialiste du peuple blanc (NSWPP), le successeur politique du parti nazi américain. Il a déménagé en Afrique du Sud en décembre 1973, après sa libération de l'armée américaine et plus tard en Rhodésie (maintenant Zimbabwe). Covington était un membre fondateur du Parti du Peuple Blanc Rhodésien et a prétendu plus tard avoir servi dans l'armée Rhodésienne, bien que le gouvernement du Zimbabwe ait dit que Covington,n'a jamais servi dans aucune capacité. Il a été expulsé de Rhodésie en 1976, après avoir envoyé des lettres de menaces à une congrégation juive.

### Activités politiques après le retour de Rhodésie
En 1980, alors qu'il dirigeait le NSWPP, il perdit une élection primaire pour l'investiture républicaine des candidats au poste de procureur général de Caroline du Nord. Covington a démissionné en tant que président du NSWPP en 1981. Cette même année, Covington a allégué que l'assassin présidentiel potentiel John Hinckley Jr. avait été autrefois membre du parti nazi. Les autorités chargées de l'application des lois n'ont jamais été en mesure de corroborer cette affirmation et ont laissé entendre que le lien allégué "pouvait avoir été fabriqué à des fins publicitaires".Covington s'est ensuite installé au Royaume-Uni pendant plusieurs années, où il a pris contact avec des groupes d'extrême droite britanniques et a participé à la création de l'organisation terroriste néo-nazie Combat 18 (C18) en 1992. C18 promeut ouvertement la violence et l'antisémitisme, et a adopté certaines des caractéristiques de l'extrême droite américaine. En 1994, Covington a redémarré le NSWPP à Chapel Hill, en Caroline du Nord. Il a lancé un site web en 1996, en utilisant le pseudonyme "Winston Smith" (tiré du roman Nineteen Eighty-Four), Covington est devenu l'une des premières présences néo-nazies sur Internet,. 
Covington a utilisé le site Web et le pseudonyme de Winston Smith pour diffuser du matériel de négation de l'Holocauste à partir de 2005, Covington a maintenu un blog politique intitulé "Thoughtcrime". En tant qu'auteur de fiction, Covington a écrit plusieurs romans à thème occulte. Covington a été mentionné dans les médias en relation avec la fusillade de l'église de Charleston, dont l'auteur Dylann Roof a cité Covington comme une influence. Selon Covington, le tournage était "un aperçu des attractions à venir", mais il pensait également que c'était une mauvaise idée pour ses partisans de se livrer à des actes de violence aléatoires, soutenant plutôt la révolution organisée. Covington est décédé à Bremerton, Washington, le 14 juillet 2018.

## Publications
- The Brigade
- A Distant Thunder
- A Mighty Fortress
- Freedom's Sons
- The Hill of the Ravens
- The March Up Country
- The Renegade[16]
- Other Voices, Darker Rooms: Eight Grim Tales[17]
- The Black Flame[18]
- Dreaming the Iron Dream: Collected Racial and Political Essays of Harold A.[19]
- Fire And Rain
- The Stars In Their Path: A Novel of Reincarnation[20]
- Rose of Honor[21]
- Slow Coming Dark: A Novel of the Age of Clinton
- Revelation 9[22]
- Vindictus: A Novel of History's First Gunfighter
- Bonnie Blue Murder: A Civil War Murder Mystery[23]
- The Northwest Front Handbook